# Audet
Audet es un municipio canadiense situado en la provincia de Quebec.

## Superficie
Audet tiene una superficie de 134,95 km².

## Demografía
En 2021, tenía 708 habitantes, una densidad poblacional de 5,2 hab./km², y 317 viviendas.